# Station Ravenglass for Eskdale
Ravenglass for Eskdale is een spoorwegstation van National Rail in Ravenglass, Copeland in Engeland. Het station aan de Cumbrian Coast Line is eigendom van Network Rail en wordt beheerd door Northern Rail. 
Op korte afstand bevindt zich het station Ravenglass van de toeristische smalspoorlijn Ravenglass and Eskdale Railway.

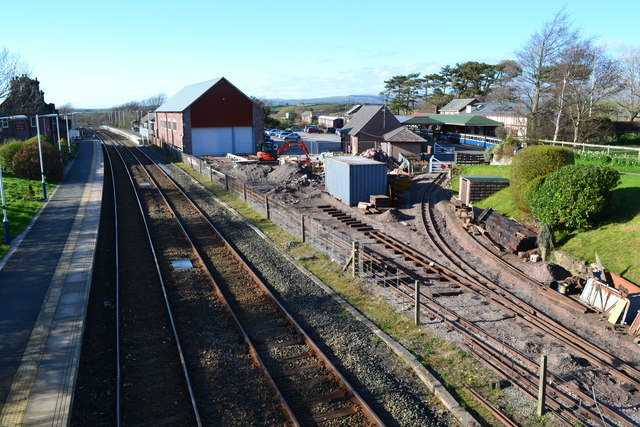
Links het station van Network Rail, rechts het smalspoorstation
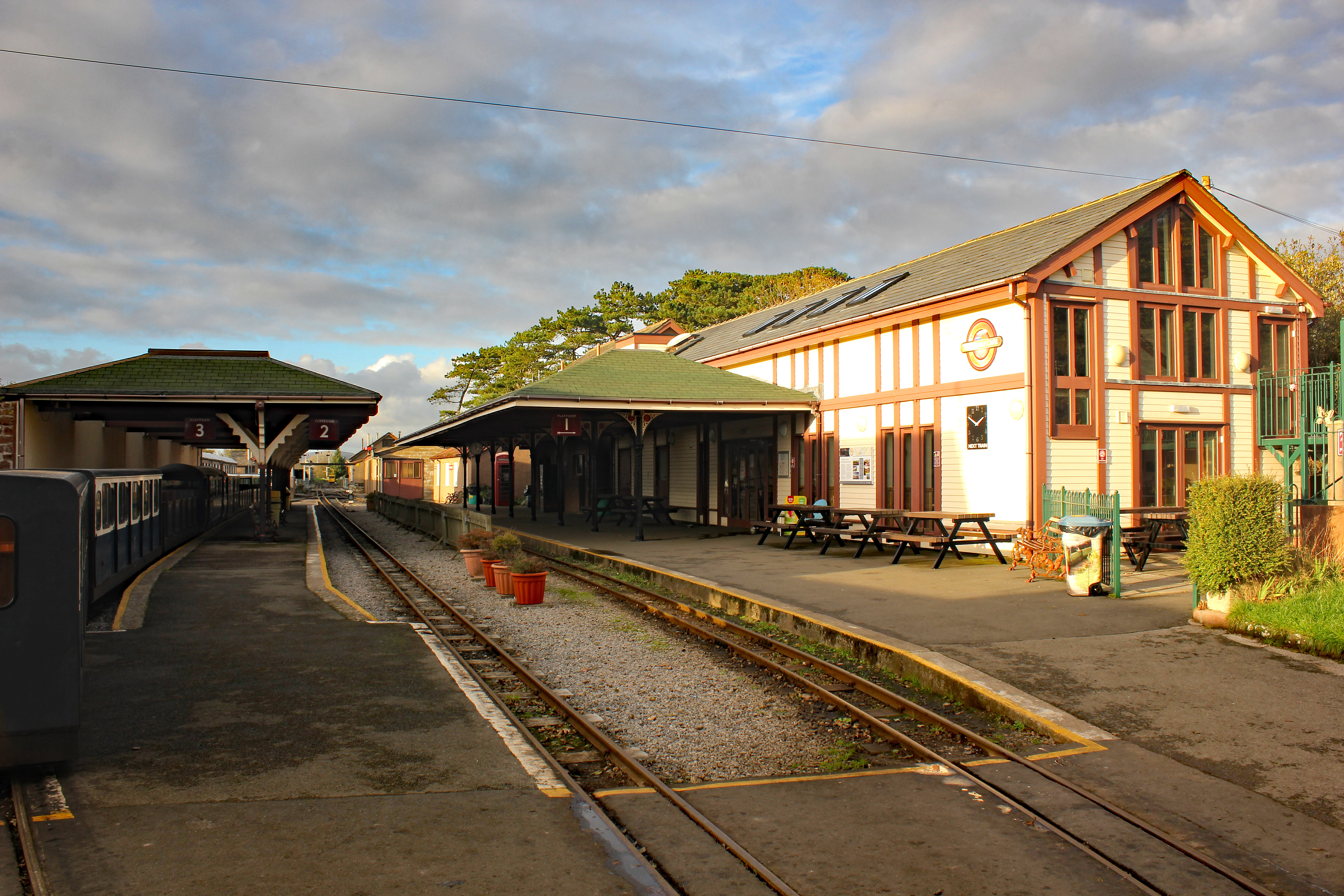
Het smalspoorstation
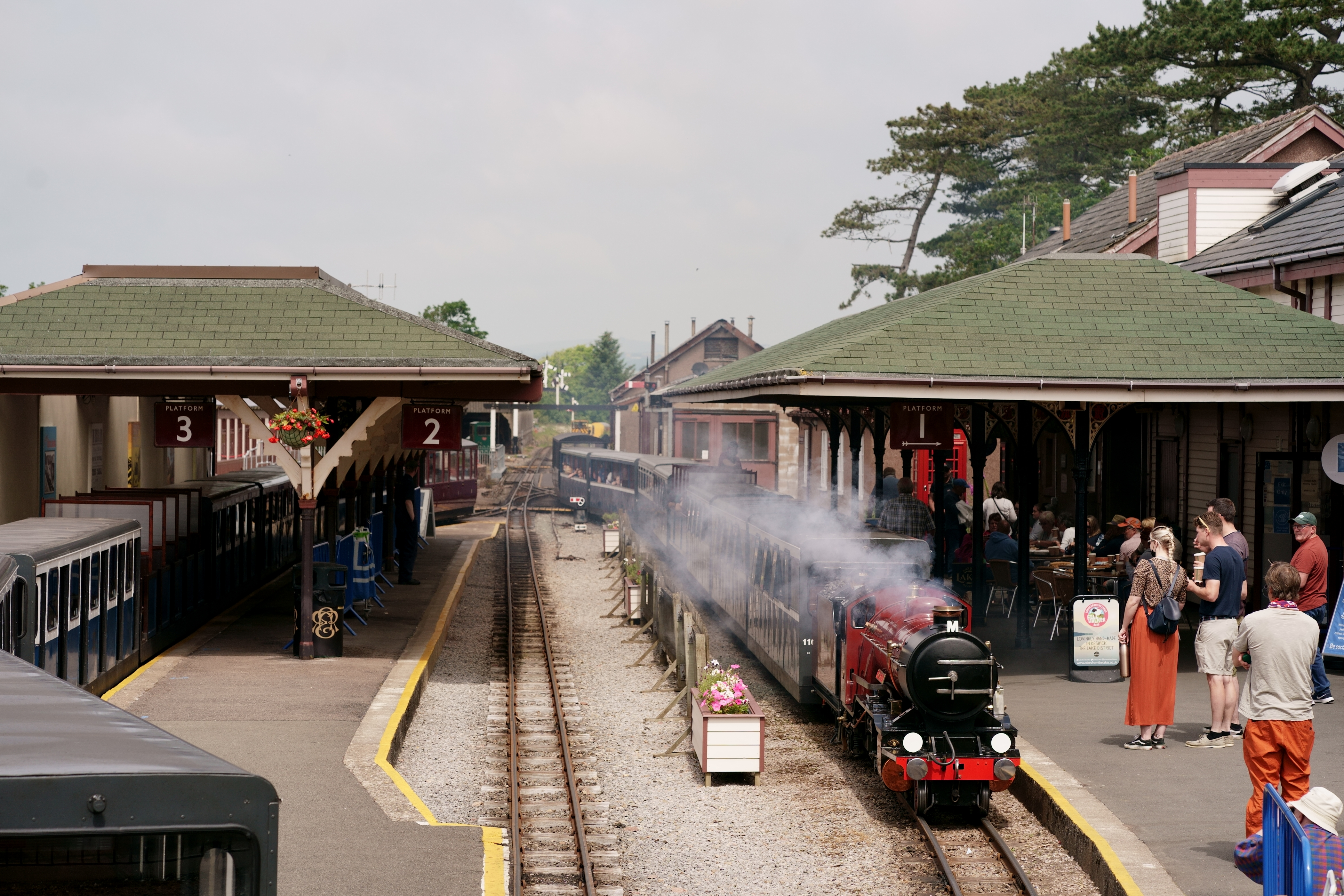
Smalspoortrein bij vertrek
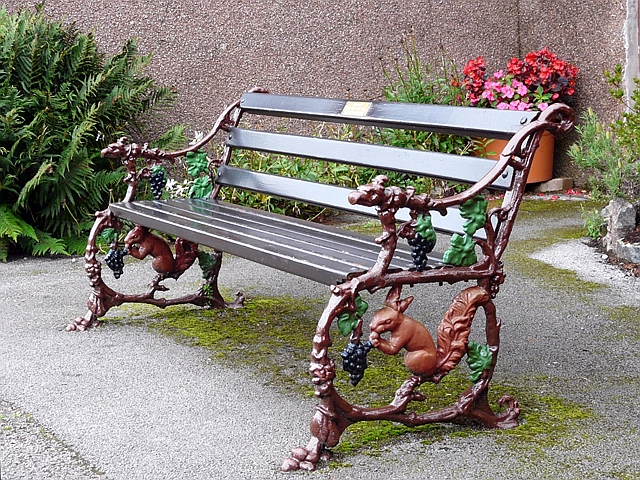
Bankje op het normaalspoorstation